# Tarazona (ort)
Tarazona (occitanska: Taraçona) är en ort i Spanien.   Den ligger i provinsen Provincia de Zaragoza och regionen Aragonien, i den nordöstra delen av landet, 230 km nordost om huvudstaden Madrid. Tarazona ligger 493 meter över havet och antalet invånare är 11 211.
Terrängen runt Tarazona är kuperad åt sydväst, men åt nordost är den platt. Runt Tarazona är det ganska glesbefolkat, med 25 invånare per kvadratkilometer. Tarazona är det största samhället i trakten. Trakten runt Tarazona består till största delen av jordbruksmark.